# Torre Vella del Mas Galí
La Torre Vella del Mas Galí és una masia de Vic (Osona) declarada Bé Cultural d'Interès Nacional.

## Descripció
Edifici civil. Masia abandonada. És una edificació que presenta diferents etapes constructives. Sembla que es va construir a partir d'una torre de planta quadrada, la qual consta de quatre pisos i es coberta a dos vessants. Al pis superior s'hi obren tres badius a cada costat per bé que es troben tapiats. A aquesta part s'uneix un cos cobert a una única vessant i que comunica amb una altra construcció a través d'un pont. Formant angle recte amb aquest cos i la torre s'hi afegeix un altre cos el qual té l'estructura típica de masia: planta rectangular, coberta a dues vessants i el carener perpendicular a la façana. Aquesta construcció és de tàpia i es troba força deteriorada. Hi ha un mur que tanca aquestes dependències i la lliça. L'estat de conservació és bo, ja que s'ha restaurat.

## Història
El sector de Sant Joan de Riuprimer o del Galí té com a centre l'església de Sant Joan. Era una de les antigues quadres d'Osona, que s'uní d'ençà del segle xv a la confederació de quadres unides d'Osona, regides per un sol batlle. Fou independent políticament fins que al 1840 s'uní a Sentfores, en canvi religiosament depenia de Santa Eulàlia de Riuprimer, de la qual n'era sufragània des del segle xiv.
Cal remarcar, la torre de defensa que conserva el mas la qual és un dels exemplars més bonics de la comarca. Malgrat l'interès històric d'aquest mas, avui es troba en un llastimós estat d'abandó que fa perillar les estructures. Està deshabitat.